# Greatest Hits (альбом Бьорк)
Greatest Hits — сборник песен исландской певицы Бьорк, вышедший в 2002 году. Все композиции сборника ранее выпускались в виде синглов. Песни для Greatest Hits выбирались голосованием среди фэнов. Порядок треков выстроен в соответствии с количеством голосов, полученной каждой песней. Последний трек является бонусом. Несмотря на название, в сборнике отсутствует самый популярный хит Бьорк «It’s Oh So Quiet», а также некоторые другие синглы.
После выхода сборника Бьорк провела концертный тур, ознаменовавшийся единственным состоявшимся визитом артистки в Россию, во время которого она дала концерты в Москве и Санкт-Петербурге.

## Информация
Greatest Hits представляет собой сборник синглов с первых четырёх альбомов Бьорк: Debut, Post, Homogenic и Vespertine. Последний трек, «It’s in Our Hands», является эксклюзивным для данного релиза, при этом он не был записан специально для сборника, а был создан ещё для альбома Vespertine, но не вошёл в финальный релиз.
Песни для сборника выбирались интернет-голосованием среди фэнов. Было проведено два опроса: в одном участники выбирали треки для Greatest Hits из имеющихся синглов, в другом свои любимые треки Бьорк из всех её песен. Второй опрос проводился «просто для научных целей». Порядок треков на сборнике соответствует количеству голосов: от песни, набравшей наибольшее число в сторону уменьшения.
Результат голосования имел интересные последствия: в сборник не попали некоторые более традиционные песни Бьорк, имевшие успех среди широкой публики и занимавшие высокие места в чартах. Наиболее заметным является отсутствие самого крупного хита в карьере Бьорк «It's Oh So Quiet» с альбома Post. Из двух самых популярных песен альбома Debut, «Violently Happy» и «Play Dead», первая вообще не попала в сборник, а вторая прошла на последнем месте. В официальной заметке лейбла по этому поводу было сказано, что «финальный трек-лист демонстрирует, что этот альбом не является чисто коммерческим, а действительно отражает эволюцию Бьорк в того эклектичного и новаторского артиста, которого мы знаем сегодня».
Сама Бьорк так прокомментировала выпуск сборника «После того, как я завершила Vespertine, я почувствовала, что наконец закончила нечто. Я чувствовала, что почти догнала себя и сделала всё то, что я действительно хотела сделать с того времени когда я была ребёнком. И теперь у меня чистый лист, свободный горизонт, и всё начинается заново. Я чувствую, что я на распутье и сейчас подходящее время, чтобы кинуть взгляд назад и подвести итог всей истории на этот момент».
Одновременно с выходом сборника вышел ретроспективный бокс-сет Family Tree, в который, помимо прочего материала был включён вариант Greatest Hits с песнями, выбранными Бьорк самой.
На физических носителях сборник вышел в стандартных форматах на CD, виниле и кассете.

## Отзывы критиков
| Оценки критиков      | Оценки критиков |
| Источник             | Оценка          |
| -------------------- | --------------- |
| NME                  | 9/10            |
| Pitchfork            | 9.2/10          |
| Entertainment Weekly | A               |
| AllMusic             | [ 7 ]           |
| Drowned in Sound     | [ 8 ]           |
| Rolling Stone        | [ 9 ]           |

Сборник был положительно принят критиками. Высказанные замечания касались отсутствия некоторых песен и банального названия сборника, но не самого музыкального материала.

## Турне
В поддержку релиза Бьорк отправилась в мировое турне. Всего было дано 28 концертов в Азии, Америке и Европе. В качестве разогревающих исполнителей перед Бьорк выступали такие артисты как Aphex Twin, Soft Pink Truth, Bonnie Prince Billy, Peaches, Yeah Yeah Yeahs, Sigur Rós и Matthew Herbert Big Band. В рамках тура Бьорк впервые выступила в России.

## Список композиций
| №   | Название                              | Текст песни | Музыка                                | Продюсер                            | Длительность |
| --- | ------------------------------------- | ----------- | ------------------------------------- | ----------------------------------- | ------------ |
| 1.  | «All Is Full of Love» (Video Version) | Björk       | Björk                                 | Björk                               | 4:46         |
| 2.  | «Hyperballad»                         | Björk       | Björk                                 | Björk, Nellee Hooper                | 5:24         |
| 3.  | «Human Behaviour»                     | Björk       | Björk, Nellee Hooper                  | Nellee Hooper                       | 4:13         |
| 4.  | «Jóga»                                | Björk, Sjón | Björk                                 | Björk, Mark Bell                    | 5:05         |
| 5.  | «Bachelorette»                        | Sjón        | Björk                                 | Björk                               | 5:18         |
| 6.  | «Army of Me»                          | Björk       | Björk, Graham Massey                  | Björk, Graham Massey, Nellee Hooper | 3:57         |
| 7.  | «Pagan Poetry»                        | Björk       | Björk                                 | Björk                               | 5:14         |
| 8.  | «Big Time Sensuality» (Video Version) | Björk       | Björk, Nellee Hooper                  | Nellee Hooper, Fluke                | 4:56         |
| 9.  | «Venus as a Boy»                      | Björk       | Björk                                 | Nellee Hooper                       | 4:41         |
| 10. | «Hunter»                              | Björk       | Björk                                 | Björk, Mark Bell                    | 4:15         |
| 11. | «Hidden Place»                        | Björk       | Björk                                 | Björk                               | 5:28         |
| 12. | «Isobel»                              | Björk, Sjón | Björk, Marius De Vries, Nellee Hooper | Björk, Nellee Hooper                | 5:49         |
| 13. | «Possibly Maybe»                      | Björk       | Björk, Marius De Vries, Nellee Hooper | Björk, Nellee Hooper                | 5:07         |
| 14. | «Play Dead»                           | Björk       | David Arnold, Jah Wobble, Björk       | Danny Cannon, David Arnold          | 3:57         |
| 15. | «It's in Our Hands» (бонус-трек)      | Björk       | Björk                                 | Björk, Drew Daniel                  | 4:15         |

## Сопутствующие релизы
Вместе с выходом Greatest Hits и некоторое время спустя было выпущено несколько ретроспективных сборников различной тематики. Как сообщила Бьорк, ей много раз говорили об обращении множества низкокачественных бутлегов и отсутствии качественного официального материала. В результате Бьорк использовала время своей беременности, чтобы прослушать сотни часов своего музыкального архива и отобрать материал для четырёх концертных альбомов, сборника хитов и ретроспективного бокс-сета. Также была выпущена архивная серия DVD c концертами, документальными фильмами и клипами.

### Family Tree
Family Tree — бокс-сет из пяти мини-CD с редким и неизданным материалом и одного обычного CD, озаглавленного Greatest Hits по версии Бьорк. Вышел 4 ноября 2002 года в один день с основной версией Greatest Hits. Два мини-CD озаглавлены Roots (Корни), один Beats (Биты) и два последних Strings (Струнные). Помимо дисков, также присутствует книжка, озаглавленная Words (Слова).
| - CD1: Roots 1 — записи групп Бьорк до её сольной карьеры 1. «Síðasta Ég» (Elgar Sisters) — 3.00 (выпускалась на сингле «Big Time Sensuality») 2. «Glóra» (Elgar Sisters) — 1.42 (выпускалась на сингле «Big Time Sensuality») 3. «Fuglar» (Kukl) — 3.00 4. «Ammæli» (Sugarcubes) — 3:55 (не выходила на CD) 5. «Mamma» (Sugarcubes) — 02:57 | - CD2: Roots 2 — первоначальные версии песен и композиции, не попавшие на альбомы 1. «Immature» — 02:53 (Björk’s version) — выпускалась на сингле «Jóga» 2. «Cover Me» — 03:07 (Cave version) — выпускалась на сингле «Army of Me» 3. «Generous Palmstroke» — 04:42 (Live) — эксклюзив, но в будущем вышла на Vespertine Live 4. «Jóga» (Strings and vocals) — 04:42 — выпускалась на сингле «Jóga» 5. «Mother Heroic» — 02:44 — выпускалась на сингле «Hidden Place» |

- CD3: Beats

1. «The Modern Things» — 04:11 (Демоверсия) — не выпускалась
2. «Karvel» — 04:30 (выпускалась на сингле «I Miss You»)
3. «I Go Humble» — 04:47 (выпускалась на сингле «Isobel»)
4. «Nature Is Ancient» — 03:40 (также известна как «My Snare», выходила на сингле «Bachelorette»)

| - CD4: Strings 1 1. «Unravel» — 03:38 (Live at Union Chapel) 2. «Cover Me» — 02.50 (Live) 3. «Possibly Maybe» — 04:55 (Live) 4. «The Anchor Song» — 03:44 (Live) 5. «Hunter» — 04:31 (Studio) | - CD5: Strings 2 1. «All Neon Like» — 05:07 (Live at Union Chapel) 2. «I’ve Seen It All» — 05:59 (Live) 3. «Bachelorette» — 05:09 (Studio) 4. «Play Dead» — 03:25 (Studio) |

- CD6: Greatest Hits as Chosen by Björk — сборник лучших композиций по версии Бьорк

1. «Venus as a Boy» — 04:41
2. «Hyperballad» — 05:23
3. «You’ve Been Flirting Again» — 02:29
4. «Isobel» — 05:23
5. «Jóga» — 05:04
6. «Unravel» — 03:18
7. «Bachelorette» — 05:17
8. «All Is Full of Love» — 04:46 (Video version)
9. «Scatterheart» — 06:39
10. «I’ve Seen It All» — 05:29
11. «Pagan Poetry» — 05:14
12. «It’s Not Up To You» — 05:08

### Livebox
Livebox — бокс-сет из четырёх CD и одного DVD, содержащий концертные выступления. Вышел 18 августа 2003 года. Каждый диск примерно соответствует одному из четырёх студийных альбомов. Первый диск Debut Live включает полную запись MTV Unplugged (1994). Второй диск Post Live содержит запись концерта в Shepherds Bush Empire (1997). Третий и четвёртый диски Homogenic Live и Vespertine Live являются сборными и состоят из песен, записанных в ходе концертных туров (1997—1998 и 2001) в разных странах. Первые три диска помимо прочего содержат отдельные песни, взятые из телевыступлений (в основном из ТВ-шоу Later with Jools Holland).
Бонус-DVD включает концертные видео пяти песен, снятых в ходе туров 1994—2001 (четыре из них выходили на других концертных DVD Бьорк, одна является эксклюзивной — It’s Oh So Quiet (Live from Taratata 1995). В буклете представлены концертные фото и подробное интервью Бьорк, рассказывающей об альбомах и концертных турах 1994—2001.
- CD1: Debut Live — акустический концерт MTV Unplugged, за исключением «Venus as a Boy», которая также является акустической версией, взятой из выступления на шоу Later With Jools Holland.

1. «Human Behaviour»
2. «One Day»
3. «Venus as a Boy» (Harpsichord version)
4. «Come To Me»
5. «Big Time Sensuality»
6. «Aeroplane»
7. «Like Someone in Love»
8. «Crying»
9. «Anchor Song»
10. «Violently Happy»

- CD2: Post Live — в основном содержит треки из концерта в Shepherds Bush в феврале 1997 года, а также некоторые выступления на ТВ-шоу.

1. «Headphones»
2. «Army of Me»
3. «One Day»
4. «The Modern Things»
5. «Isobel»
6. «Possibly Maybe» — шоу Later With Jools Holland 1995
7. «Hyperballad» — шоу Later With Jools Holland 1995
8. «I Go Humble»
9. «Big Time Sensuality»
10. «Enjoy»
11. «I Miss You» — шоу TFI Friday 1996
12. «It’s Oh So Quiet» — шоу Taratata 1996
13. «Anchor Song»

- CD3: Homogenic Live — все треки выбраны Бьорк из различных выступлений Homogenic-тура, а также из шоу Later... with Jools Holland.

1. «Vísur Vatnsenda Rósu» — Кембридж 1998
2. «Hunter» — Париж 1998
3. «You’ve Been Flirting Again» — Вашингтон 1998
4. «Isobel» — Прага 1998
5. «All Neon Like» — Испания 1998
6. «Possibly Maybe» — Испания 1998
7. «5 Years» — Лондон 1997
8. «Come To Me» — Прага 1998
9. «Immature» — Бельгия 1998
10. «I Go Humble» — Вена 1998 (строчки из «Wanna Be Startin’ Somethin’»)
11. «Bachelorette» — Later With Jools Holland 1997
12. «Human Behaviour» — Швейцария 1998
13. «Pluto» — Прага 1998
14. «Jóga» — Later With Jools Holland 1997
15. «So Broken» — Later With Jools Holland 1997
16. «Anchor Song» — Кембридж 1998

- CD4: Vespertine Live — все треки выбраны Бьорк из различных выступлений Vespertine-тура, с августа по декабрь 2001 года.

1. «Frosti»
2. «Overture»
3. «All is Full of Love»
4. «Cocoon»
5. «Aurora»
6. "Undov
7. «Unravel»
8. «I’ve Seen It All»
9. «An Echo, a Stain» (with Tanya Tagaq)
10. «Generous Palmstroke»
11. «Hidden Place»
12. «Pagan Poetry»
13. «Harm of Will»
14. «It’s Not Up to You»
15. «Unison»
16. «It’s in Our Hands»

- DVD

1. «One Day» — из MTV Unplugged
2. «It’s Oh So Quiet» — из шоу Taratata (эксклюзив)
3. «Jóga» — из шоу Later
4. «Aurora» — из концерта в Royal Opera House
5. «It’s Not Up To You» — из концерта в Royal Opera House